# Elastik
En elastik er elastisk gummi (skal pege på flertydig) forbundet i en cirkulær ring. Dens funktion er generelt at holde sammen på noget.
Elastikken blev patenteret d. 17. marts 1845. 

## Elastiktyper
Der findes mange typer elastikker der bruges til mange forskellige ting.
| Elastiktype | Bruges til                                     |
| ----------- | ---------------------------------------------- |
| Hårelastik  | At sætte hår op                                |
| Madelastik  | At lukke emballage af madvarer til             |
| Elastiksnor | At holde perler sammen til armbånd og halskæde |
| Elastikbånd | At holde stramt rundt om et objekt             |

## Struktur
Grunden til, at de elastiske bånd er elastiske skyldes forskydning af gummiens entropi. Når entropien i de polymerer, der udgør elastikken, er højest, er gummibåndet i sin grundlæggende form. Når man trækker gummibåndet ud, sænkes entropien af polymererne for, at elastikken skal kunne strække sig i den retning, som det er fratrukket. Hvis man frigiver den kunstige træk i elastikken vil entropien, på grund af termodynamikkens 2. lov virke, indtil elastikken igen har sin grundform. Polymererne holdt sammen af krydsbinding af svovl.